# Espero tua (Re)volta
Espero tua (Re)volta (englischer Festivaltitel Your Turn) ist ein brasilianischer Dokumentarfilm von Eliza Capai aus dem Jahr 2019. Er begleitet drei Jugendliche, die in den Bildungsprotesten in Brasilien zwischen 2013 und 2018 aktiv waren. Der Film gewann zahlreiche Auszeichnungen auf Filmfestivals, unter anderem den Friedensfilmpreis und den Amnesty International Filmpreis auf der 69. Berlinale. 2020 wurde er im deutschen Fernsehen ausgestrahlt.

## Inhalt
Im Zentrum des Films stehen Marcela Jesus, Lucas „Koka“ Penteado und Nayara Souza, drei 17-Jährige aus São Paulo, die führende Rollen in den Bildungsprotesten einnehmen. Als Widerstand gegen geplante Kürzungen im Bildungsetat und die Schließung zahlreicher, ohnehin schon unterfinanzierter staatlicher Schulen formiert sich eine Jugendbewegung, die zahlreiche von der Schließung bedrohte Schulen besetzt. Die Jugendlichen verbarrikadieren sich in den Schulen gegen die aggressiv vorgehende Polizei. In der Schule bauen sie eine neue, basisdemokratische Struktur auf. Gemeinsam eignen sie sich Wissen zu Themen an, die sonst im Unterricht nicht vorkommen, und bilden einander zu sozialen Fragen, LGBTIQ-Rechten, Feminismus und Antirassismus.

## Hintergrund
Rückblickend erzählt der Film die Geschichte der Protestbewegung. Die Proteste in Brasilien 2013 begannen mit dem Movimento Passe Livre, das sich als Protest gegen eine Preiserhöhung der Bustickets formierte und sich für einen kostenfreien öffentlichen Nahverkehr einsetzte. Im Verlauf der folgenden Jahre weitete sich die Bewegung auf zahlreiche soziale Themen aus, insbesondere die Bildungs- und Gesundheitspolitik.
Als Inspiration diente den Jugendlichen ihrerseits ein Dokumentarfilm, La rebelión de los pingüinos von Carlos Pronzato, der von den Protesten gegen die Privatisierung des Bildungssystems in Chile handelt.
Der Film endet kurz vor dem Wahlsieg des rechtsextremen Jair Bolsonaro im Jahr 2018. In einer Rede auf der Berlinale im Februar 2019 mahnte die Regisseurin, Brasilien nicht aus den Augen zu lassen und weiterhin die Protestbewegungen gegen die unsoziale, autoritäre Politik im Land zu stärken.

## Veröffentlichung
Espero tua (Re)volta feierte seine Weltpremiere auf der 69. Berlinale, wo er in der Sektion Generation 14plus gezeigt wurde. 
Eine deutsche Fassung mit Leonie Renée Klein als Sprecherin strahlte der Fernsehsender 3sat erstmals am 17. Februar 2020 aus.

## Rezeption
Espero tua (Re)volta wurde für seine rasante, unmittelbare und authentisch jugendliche Erzählweise und seine ermutigende Botschaft gelobt. „Es ist ein Film, der uns mitnimmt, der trotz Schwere des Inhalts Hoffnung und Kraft gibt,“ sagte Feo Aladağ, Jurorin für den Amnesty International Filmpreis. „Der im Kollektiv entstandene Film überzeugt durch seine intelligente Montage und seine originelle Erzählform,“ hieß es in der Begründung der Jury des Friedensfilmpreises.
Das Portal Filmdienst vergab vier von fünf Sternen und fasste zusammen: „Der hochenergetisch montierte Film fängt ihren radikalen demokratischen Aktivismus hautnah ein und zieht einen Bogen zu früheren nationalen Aufstands- und Widerstandsbewegungen. Indem er die Bandbreite der individuellen Beweggründe der Beteiligten vermittelt, dokumentiert der Film ein Mosaik aus Meinungen, deren gemeinsamer Nenner in Energie, Enthusiasmus und Idealismus besteht.“
Pat Mullen, die den Film in Rahmen des Toronto International Film Festivals rezensierte, stellte fest, Espero tua (Re)volta offenbare sowohl die Stärken als auch die Schwächen einer Jugendbewegung, indem er ihre Energie, aber auch ihre Unorganisiertheit demonstriere. Er sei trotzdem besonders geeignet, um ein junges Publikum zu inspirieren, letztlich sei er aber für das Publikum verwirrend. Die nicht-lineare Erzählweise werde den starken Bildern nicht gerecht, und es sei gelegentlich schwer, der verschlungenen Erzählweise zu folgen. Der Film würde von mehr Hintergrundwissen profitieren, da er vieles unerklärt lasse. Eliza Capai selbst sagte dazu: „Es war nie mein Ziel, dass das Publikum alles versteht.“ Das Publikum solle wie die Jugendlichen im Film von der Dynamik der Bewegung mitgerissen werden.

## Auszeichnungen (Auswahl)
- Internationale Filmfestspiele Berlin 2019
  - Friedensfilmpreis
  - Amnesty International Filmpreis
- Hamburg International Queer Film Festival 2019
  - Bester Film
- Recife Cinema Festival
  - Special Jury Award – Bester Film
  - Calunga Trophy – Bester Schnitt, zusammen mit Yuri Amaral
  - Calunga Trophy – Bestes Drehbuch
  - Critics Award – Bester Film
- Olhar de Cinema – Curitiba International Film Festival 2019
  - Olhares Brazil Film Award
- Internationales Dokumentarfilmfestival von Yamagata 2019
  - Award of Excellence
- South African International Film Festival (RapidLion Film Festival) 2020
  - Bester Film